# Betsy Hassett
Betsy Hassett és una centrecampista internacional per Nova Zelanda, amb la qual ha jugat 83 partits i ha marcat 8 gols des del 2008.
Ha jugat dos Mundial (2011, 2015) i dos Jocs Olímpics (2012, 2016), va arribar als quarts de final en els Jocs de Londres 2012 i va caure en la primera fase als Mundials. Amb les categories inferiors va jugar els Mundials sub-20 de 2008 i 2010.
Ha desenvolupat la seva carrera a la NCAA i a les primeres divisions d'Anglaterra, Noruega, Alemanya i els Països Baixos, on juga actualment a l'Ajax.

## Trajectòria
| Temporades   | Club                    | Títols             |
| ------------ | ----------------------- | ------------------ |
| 2009 - 2012  | California Golden Bears |                    |
| 12/13        | SC Sand                 |                    |
| 2014         | Manchester City         | 1 Copa de la Lliga |
| 2015         | Amazon Grimstad         |                    |
| 15/16        | Werder Bremen           |                    |
| 16/17 - act. | Ajax Amsterdam          |                    |